# Campionato oceaniano femminile di pallacanestro 1978
Il 2º Campionato Oceaniano Femminile di Pallacanestro FIBA (noto anche come FIBA Oceania Championship for Women 1978) si è svolto dal 28 al 30 luglio 1978 in Nuova Zelanda.
I Campionati oceaniani femminili di pallacanestro sono una manifestazione biennale tra le squadre nazionali femminili del continente, organizzata dalla FIBA Oceania.

## Squadre partecipanti
- Australia
- Nuova Zelanda

## Gare
|  | Finale        |               |    |    |    |  |
|  |               |               |    |    |    |  |
|  | Australia     | Australia     | 68 | 63 | 89 |  |
|  | Nuova Zelanda | Nuova Zelanda | 37 | 33 | 32 |  |

|  | Australia | 68 – 37 (34-14) | Nuova Zelanda |  |

|  | Australia | 63 – 33 (27-14) | Nuova Zelanda |  |

|  | Australia | 89 – 32 (36-14) | Nuova Zelanda |  |

## Campione
Australia
(2º titolo)

## Classifica finale
| Posizione | Squadra       | Vinte/Perse |
| --------- | ------------- | ----------- |
| Oro       | Australia     | 3–0         |
| Argento   | Nuova Zelanda | 0-3         |